# Нью-Періс (Огайо)
Нью-Періс (англ. New Paris) — селище (англ. village) в США, в окрузі Пребл штату Огайо. Населення — 1494 особи (2020).

## Географія
Нью-Періс розташований за координатами 39°51′24″ пн. ш. 84°47′31″ зх. д. / 39.85667° пн. ш. 84.79194° зх. д. (39.856670, -84.791839).  За даними Бюро перепису населення США в 2010 році селище мало площу 1,96 км², з яких 1,90 км² — суходіл та 0,06 км² — водойми.

## Демографія
Згідно з переписом 2010 року, у селищі мешкало 1629 осіб у 715 домогосподарствах у складі 431 родини. Густота населення становила 830 осіб/км².  Було 788 помешкань (401/км²).
Расовий склад населення:
| - 97,7 % — білих - 0,6 % — корінних американців - 0,1 % — вихідців з тихоокеанських островів - 0,1 % — чорних або афроамериканців - 0,1 % — азіатів |

До двох чи більше рас належало 1,3 %. Частка іспаномовних становила 0,4 % від усіх жителів.
За віковим діапазоном населення розподілялося таким чином: 25,6 % — особи молодші 18 років, 59,7 % — особи у віці 18—64 років, 14,7 % — особи у віці 65 років та старші. Медіана віку мешканця становила 36,7 року. На 100 осіб жіночої статі у селищі припадало 87,9 чоловіків;  на 100 жінок у віці від 18 років та старших — 83,9 чоловіків також старших 18 років.
Середній дохід на одне домашнє господарство  становив 46 550 доларів США (медіана — 29 583), а середній дохід на одну сім'ю — 61 612 долари (медіана — 38 750). За межею бідності перебувало 23,5 % осіб, у тому числі 32,7 % дітей у віці до 18 років та 10,4 % осіб у віці 65 років та старших.
Цивільне працевлаштоване населення становило 642 особи. Основні галузі зайнятості: виробництво — 28,7 %, освіта, охорона здоров'я та соціальна допомога — 17,3 %, роздрібна торгівля — 13,9 %, мистецтво, розваги та відпочинок — 12,8 %.